# 31679 Glenngrimmett
31679 Glenngrimmett este un asteroid din centura principală de asteroizi.

## Descriere
31679 Glenngrimmett este un asteroid din centura principală de asteroizi. A fost descoperit pe 10 mai 1999 la Socorro, în cadrul proiectului LINEAR. Asteroidul prezintă o orbită caracterizată de o semiaxă mare de 2,54 ua, o excentricitate de 0,08 și o înclinație de 5,1° în raport cu ecliptica.